# 林芸如
林芸如（Lim Yin Loo，1988年9月24日—），馬來西亞女子羽毛球运动员。

## 簡歷
2007年，18歲的林芸如在大馬羽總秘書黃錦才的推荐下進入馬來西亞國家羽毛球隊，由於是從州隊擢升進國家隊，她在一時間難以適應國家隊的訓練，花了一年半的時間才能調整過來。在剛開始時，教練安排她與侯秋慧搭檔，隨後又改與黃寶玲合作；可是多年來仍未能找到最理想的搭檔，致使成績一直未如理想。
2013年8月，林芸如參加中國廣州舉行的世界羽毛球錦標賽，與王健國出戰混合雙打項目，首圈以2-0淘汰德國組合晉級，但在第二圈就以0比2（14-21、11-21）不敵3號種子、印尼的通托维·艾哈迈德/利利亚纳·纳西尔出局。此外，她又與吳柳螢出戰女子雙打項目，首圈以2-1擊敗俄羅斯組合晉級，但在第二圈就以1比2（20-22、7-21）不敵11號種子、韓國的鄭景銀/金荷娜出局。
2018年2月，林芸如正式從馬來西亞國家羽毛球隊退役。

## 主要比賽成績
只列出曾進入準決賽的國際賽事成績：
| 年份   | 賽事                     | 公開賽級別 | 項目     | 拍檔                         | 成績   |
| ------ | ------------------------ | ---------- | -------- | ---------------------------- | ------ |
| 2008年 | 馬來西亞羽毛球國際挑戰賽 | 國際挑戰賽 | 混合雙打 | Mohd Lutfi Zaim Abdul Khalid | 冠軍   |
| 2008年 | 越南羽毛球大獎賽         | 大獎賽     | 女子雙打 | 黃寶玲                       | 準決賽 |
| 2009年 | 馬來西亞羽毛球國際挑戰賽 | 國際挑戰賽 | 女子雙打 | 黃寶玲                       | 準決賽 |
| 2009年 | 馬來西亞羽毛球國際挑戰賽 | 國際挑戰賽 | 混合雙打 | Mohd Lutfi Zaim Abdul Khalid | 準決賽 |
| 2010年 | 越南羽毛球大獎賽         | 大獎賽     | 混合雙打 | 林钦华                       | 準決賽 |
| 2011年 | 馬來西亞羽毛球國際挑戰賽 | 國際挑戰賽 | 女子雙打 | 黃寶玲                       | 亞軍   |
| 2012年 | 越南羽毛球大獎賽         | 大獎賽     | 混合雙打 | 王健國                       | 準決賽 |
| 2012年 | 馬來西亞羽毛球黃金大獎賽 | 黃金大獎賽 | 女子雙打 | 吳柳螢                       | 準決賽 |
| 2012年 | 中國羽毛球大師賽         | 黃金大獎賽 | 女子雙打 | 吳柳螢                       | 準決賽 |
| 2013年 | 馬來西亞羽毛球黃金大獎賽 | 黃金大獎賽 | 女子雙打 | 吳柳螢                       | 準決賽 |
| 2013年 | 馬來西亞羽毛球國際挑戰賽 | 國際挑戰賽 | 混合雙打 | 王健國                       | 準決賽 |
| 2014年 | 馬來西亞羽毛球黃金大獎賽 | 黃金大獎賽 | 女子雙打 | 李明艷                       | 準決賽 |
| 2014年 | 中國羽毛球大師賽         | 黃金大獎賽 | 混合雙打 | 陳毅權                       | 準決賽 |
| 2014年 | 英聯邦運動會羽毛球比賽   | 其他       | 混合團體 | －                           | 金牌   |
| 2014年 | 英聯邦運動會羽毛球比賽   | 其他       | 女子雙打 | 賴沛君                       | 第四名 |
| 2015年 | 孟加拉羽毛球國際挑戰賽   | 國際挑戰賽 | 女子雙打 | 李明艷                       | 亞軍   |
| 2016年 | 越南羽毛球國際系列賽     | 國際系列賽 | 女子雙打 | 葉錚雯                       | 亞軍   |
| 2016年 | 中華台北羽球大師賽       | 大獎賽     | 女子雙打 | 葉錚雯                       | 準決賽 |
| 2016年 | 印尼羽毛球國際挑戰賽     | 國際挑戰賽 | 女子雙打 | 葉錚雯                       | 冠軍   |
| 2016年 | 蘇格蘭羽毛球大獎賽       | 大獎賽     | 女子雙打 | 葉錚雯                       | 冠軍   |
| 2016年 | 威爾斯羽毛球國際賽       | 國際挑戰賽 | 女子雙打 | 葉錚雯                       | 準決賽 |
| 2017年 | 馬來西亞羽毛球大師賽     | 黃金大獎賽 | 女子雙打 | 葉錚雯                       | 準決賽 |
| 2017年 | 印度羽毛球黃金大獎賽     | 黃金大獎賽 | 女子雙打 | 葉錚雯                       | 準決賽 |
| 2017年 | 荷蘭羽毛球大獎賽         | 大獎賽     | 女子雙打 | 葉錚雯                       | 準決賽 |

| 2007-2017年 | 首要超級賽 | 超級賽 | 黃金大獎賽 | 大獎賽 | 國際挑戰賽 | 國際系列賽 | 未來系列賽 | 其他 |

| 2018-2026年 | 總決賽 | 超級1000賽 | 超級750賽 | 超級500賽 | 超級300賽 | 超級100賽 | 國際挑戰賽 | 國際系列賽 | 未來系列賽 | 其他 |

### 奧運會和世錦賽參賽紀錄
|          | 搭檔   | 2009 | 2010 | 2011 | 2012 | 2013 | 2014 | 2015 |
| -------- | ------ | ---- | ---- | ---- | ---- | ---- | ---- | ---- |
| 女子雙打 | 黃寶玲 | 48強 | －   | －   | －   | －   | －   | －   |
| 女子雙打 | 吳柳螢 | －   | －   | －   | －   | 32強 | －   | －   |
| 女子雙打 | 李明艷 | －   | －   | －   | －   | －   | 32強 | 32強 |
|          |        |      |      |      |      |      |      |      |
| 混合雙打 | 王健國 | －   | －   | －   | －   | 32強 | －   | －   |